# Remise Charlois
De Remise Charlois, in de Rotterdamse wijk Charlois, is een voormalige tramremise van de Rotterdamse Electrische Tram aan het Maastunnelplein. De remise was in gebruik van de jaren twintig tot 1968.